# Lプロ!
Lプロ!（エルプロ）は、文化放送で2018年4月4日から9月26日まで不定期に放送されていたラジオ番組。2018年度の平日のプロ野球中継「文化放送ライオンズナイター」の中継カードが無い場合の雨傘番組枠「文化放送ライオンズナイタースペシャル」内にて放送されていた。

## 概要
文化放送では平日の野球中継が無い場合の雨傘番組として、文化放送のスポーツアナウンサーが主導となって進行するスポーツ情報番組「SET UP!!」を2011年から7年間編成してきたが、2018年はこれを大幅に刷新。ライオンズファンの女性声優や女性タレントをメインパーソナリティーに迎え、女性ライオンズファンをメインターゲットとする形で本番組が新たにスタートした。なお、本番組開始に先立って、2018年3月3日の「文化放送サタデープレミアム」枠にて、事実上のパイロット番組「ライオンズ女子 拡大化計画」が放送された。
メインパーソナリティーのほか、「ライオンズナイター」のスタジオ担当アナウンサー（小川真由美・粕谷紘世・長麻未）のうち1 - 2名がアシスタントとして出演し、文化放送の野球解説者1名がコメンテーター（回によっては「指南役」とも呼ばれる）を務めた。コメンテーターを置かない回には、当番組の前枠番組「ライオンズエキスプレス」を担当する男性スポーツアナウンサー（のちに寺島啓太に固定）が加わっていた。尤も、シーズン後半になってからはメインパーソナリティーが出演せず、アシスタントと男性アナウンサーのみで進行する回が多くなった。
なお、中継予定の試合が予備カードも含めて中止となった場合も「Lプロ!」として放送されるが、この場合は「ライオンズエキスプレス」を担当する男性スポーツアナウンサーがメインパーソナリティーを務めるため、前年までの「SET UP!!」に近い体裁となっていた。
メールアドレスやツイッターアカウントは「SET UP!!」のように独自のものを設定せず、「ライオンズナイター」のものを共用していた。
しかし当番組は1シーズンのみで終了。2019年度は代わって『野球居酒屋獅子』が雨傘番組としての役割を担うが、「突撃!L女インタビュー」のコーナーのみ同番組へ引き継がれる。
さらにその翌年度（2020年度）の雨傘番組『がんばれ○○! 獅子奮迅』、そのまた翌年度（2021年度）の雨傘番組の『スポーツ居酒屋獅子』でも不定期に「突撃!L女インタビュー」がそれぞれコーナーとして組まれていた。
なお2022年度の雨傘番組は『斉藤一美 ど〜かひとつ!』になることが発表されたため、2018年度より継続していた「突撃!L女インタビュー」は行われなかった。
2023年度の雨傘番組は『長谷川太のスポーツギャラクシー』になることがライオンズナイターの公式ツイッターなどで告知された。「突撃!L女インタビュー」が再び行われるかは不明。

## 主なコーナー
突撃!L女インタビュー
公募で選ばれた一般の女性リスナーが西武の選手にインタビューする。インタビューを行ったリスナーは当日スタジオにも生出演する。
テラスホープ
ブレイク間近の西武の若手選手へのインタビューコーナー。
聖地巡礼マップを作ろう
西武の選手の行きつけの店を取り上げる。
世界に広げよう!ライオンズの輪
公募で選ばれた遠方在住の西武ファン（男女不問）と生電話を繋ぐ。
ザ・ドキュメント「獅子の時代」
ライオンズの歴史を順を追って、インタビュー音源や当時の実況音源を交えつつ振り返る。ナレーションのみで進行され、この間にスタジオの出演者は一切登場しない。
がんばれ!セイバーくん
セイバーメトリクスの専門家・鳥越規央が、数字を通じて野球のさまざまな話題を解説する。

## 放送リスト
○印：元々中継予定がなかったため、放送された日／●印：中継予定試合が中止のため、急遽放送された日
1. 2018年4月4日（水）○  - 佳村はるか（声優）をメインパーソナリティー、松沼博久をコメンテーターとして、20:30まで2時間半放送[7]。前述のパイロット番組もこの組み合わせで放送された。
2. 2018年4月5日（木）○  - 優木かな（声優）をメインパーソナリティー、笘篠賢治をコメンテーターとして、20:30まで2時間半放送[8]。
3. 2018年4月24日（火）●  - 北九州市民球場で行われる予定であった「ソフトバンク対西武」が中止となったため、松島茂アナウンサーをメインパーソナリティーとして、21:30まで3時間半のフルバージョンで放送。コメンテーターは配置されなかったが、21時台には長谷川太アナウンサーが登場し2018 FIFAワールドカップの話題を伝えた。
4. 2018年4月27日（金）○ - この回はメインパーソナリティーを置かず、「ライオンズナイター」スタジオ担当の3名（小川・粕谷・長）が共同でパーソナリティを担当。さらに松沼雅之をコメンテーターとして、20:30まで2時間半放送[9]。19時台後半からゲストとしてけらえいこ（漫画家）と斉藤一美アナウンサーが登場。
5. 2018年5月3日（木）○  - 優木かなをメインパーソナリティーとして、19:30まで1時間半放送[10]。コメンテーターの配置はなく、「ライオンズエクスプレス」を担当した寺島啓太アナが続けて出演しその役割を兼ねる。
6. 2018年5月10日（木）○ - 優木かなをメインパーソナリティー、松沼雅之をコメンテーターとして、21:30まで3時間半放送のフルバージョン。
7. 2018年5月17日（木）○ - 佳村はるかをメインパーソナイティーとして、19:30まで1時間半放送[11]。コメンテーターの配置はなく、「ライオンズエクスプレス」を担当した寺島啓太アナが続けて出演しその役割を兼ねる。
8. 2018年5月18日（金）○ - この回はメインパーソナリティーを置かず、「ライオンズナイター」スタジオ担当の粕谷・長が共同でパーソナリティを担当。さらに平尾博嗣をコメンテーターとして、20:30まで2時間半放送[12]。
9. 2018年6月19日（火）○ - この回はメインパーソナリティーを置かず、「ライオンズナイター」スタジオ担当の長・「ライオンズエクスプレス」を担当した寺島啓太アナが共同でパーソナリティを担当。さらに西本聖をコメンテーターとして20:30まで2時間半放送[13]。
10. 2018年6月20日（水）○ - 佳村はるかをメインパーソナリティー、松沼博久をコメンテーターとして、20:30まで2時間半放送。[14]。
11. 2018年6月21日（木）○ - 優木かなをメインパーソナリティーとして、19:30まで1時間半放送[15]。コメンテーターの配置はなく「ライオンズエクスプレス」を担当した寺島啓太アナが続けて出演してその役割を兼ねる。
12. 2018年7月4日（水）○ - この回はメインパーソナリティーを置かず、「ライオンズナイター」スタジオ担当の粕谷・「ライオンズエクスプレス」を担当した寺島啓太アナが共同でパーソナリティを担当。さらに薮田安彦[16]をコメンテーターとして20:30まで2時間半放送[17]。
13. 2018年7月5日（木）○ - 優木かなをメインパーソナリティーとして、19:30まで1時間半放送[18]。
14. 2018年7月27日（金）○ - この回はメインパーソナリティーを置かず、粕谷と寺島が共同でパーソナリティーを担当。18:55まで55分放送[19]。
15. 2018年8月30日（木）○ - この回はメインパーソナリティーを置かず、小川と寺島が共同でパーソナリティーを担当。さらに新谷博をコメンテーターとして20:00まで2時間放送[20]。
16. 2018年9月6日（木）○ - 優木かなをメインパーソナリティーとして、21:30まで3時間半のフルバージョン。
17. 2018年9月13日（木）○ - この回はメインパーソナリティーを置かず、粕谷以外のメンバーが共同でパーソナリティーを担当。さらに西本聖をコメンテーターとして21:30まで3時間半のフルバージョン。
18. 2018年9月26日（水）○ - この回はメインパーソナリティーを置かず、「ライオンズナイター」スタジオ担当の3名が共同でパーソナリティーを担当。さらに松沼雅之をコメンテーターとして21:30まで3時間半のフルバージョン。結果としてこの回が最終回となった。